# Hiệp định Petrópolis

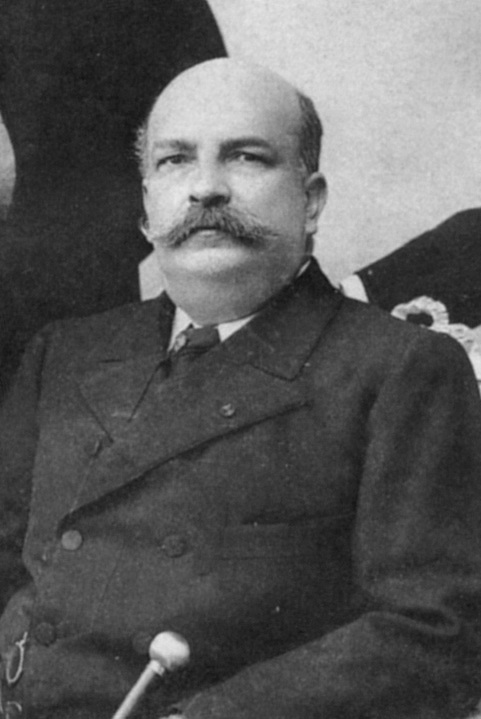
Nam tước Rio Branco, một trong những nhân vật chủ chốt trong hiệp định 1903.

Hiệp định Petrópolis (tiếng Bồ Đào Nha: Tratado de Petrópolis), được ký vào ngày 11 Tháng 11 năm 1903 tại thành phố Hoàng đế Brasil Petrópolis, gần Rio de Janeiro, kết thúc căng thẳng giữa Bolivia và Brasil trên lãnh thổ lúc bấy giờ Bolivia của Acre (ngày nay là bang Acre), một mong muốn lãnh thổ trong thời kỳ bùng nổ cao su đương đại.
Hiệp định, được soạn thảo bởi Bộ trưởng Bộ Ngoại giao Brasil, ông Jose Paranhos, Nam tước Rio Branco, đã trao cho Brasil lãnh thổ Acre (191.000 km²), để đổi lấy hơn 3.000 km² lãnh thổ Brasil giữa sông Abunâ và sông Madeira, một khoản thanh toán bằng tiền trong số hai triệu bảng Anh, được trả thành hai đợt và cam kết liên kết đường sắt giữa thành phố Riberalta của Bolivia và thành phố Porto Velho của Brasil, sẽ vượt qua thác ghềnh trên Madeira.
Tuyến đường sắt được gọi là Đường sắt Madeira-Mamoré. Nó được cho là đi đến tận Riberalta, trên sông Rio Beni, bên trên ghềnh của dòng sông đó, nhưng phải dừng lại ở Guajará-Mirim. Đây thực sự là nỗ lực thứ ba như vậy. Vào những năm 1870, trong thời kỳ bùng nổ cao su, Nhà thờ George của Mỹ đã bị đánh bại hai lần bởi sức nóng, sự khó khăn của địa hình và mất mát kinh hoàng vì sốt. Hợp đồng cho tuyến đường sắt Madeira-Mamoré theo yêu cầu của hiệp ước đã được một người Mỹ khác là Percival Farquhar giành được. Việc xây dựng bắt đầu vào tháng 8 năm 1907 và hoàn thành vào ngày 15 tháng 7 năm 1912. Dự án có giá 33 triệu USD. Ít nhất 3.600 người đàn ông đã chết khi xây dựng 367 km đường ray Guajaramirin-Station (ước tính phổ biến nói rằng mỗi một trăm người ngủ phải trả một mạng người). Tuyến đường sắt Madeira-Mamoré đã có khoảng một năm hoạt động đầy đủ trước khi sự kết hợp của sự sụp đổ của giá cao su, việc mở một tuyến đường sắt từ Bolivia đến Thái Bình Dương qua Chile và Kênh Panama khiến nó không kinh tế. Nó được giữ trong hoạt động cho đến năm 1972.
Con đường BR-364 cuối cùng đã thay thế tuyến đường khi các cây cầu đường sắt bị chiếm, để lại những gì còn sót lại cho những người đam mê để cứu vãn những gì họ có thể.